# Adoxomyia weyrauchi
Adoxomyia weyrauchi är en tvåvingeart som beskrevs av Lindner 1951. Adoxomyia weyrauchi ingår i släktet Adoxomyia och familjen vapenflugor.
Artens utbredningsområde är Peru. Inga underarter finns listade i Catalogue of Life.